# Hartmut Beer
Hartmut Beer (* 21. Mai 1941 in Pabianice, Wartheland; † 15. Mai 1998 in Holzweißig) war ein deutscher Film- und Theaterschauspieler, der vor allem durch DEFA-Abenteuerfilme Bekanntheit erlangte.

## Leben
Nach dem Abitur studierte Beer bis 1964 an der Hochschule für Film und Fernsehen Potsdam-Babelsberg, ehe er Theaterengagements in Meiningen, Greifswald, Annaberg, Radebeul und Freiberg annahm. Schon während seines Studiums debütiert Beer auch bei der DEFA im Film Die goldene Gans. Weitere DEFA Spielfilme folgten, darunter die bekannten DEFA-Indianerfilme sowie Fernsehproduktionen für den Deutschen Fernsehfunk (DFF).
In der Zeit von 1988 bis 1990 stand Beer erneut auf der Bühne in Meiningen, gefolgt von einem zweijährigen Engagement in Heidelberg, ehe er aus gesundheitlichen Gründen seine Karriere beendete. Er starb am 15. Mai 1998 in Holzweißig an den Folgen eines Hirntumors.

## Filmografie (Auswahl)
- 1964: Die goldene Gans
- 1967: Frau Venus und ihr Teufel
- 1968: Spur des Falken
- 1968: Hauptmann Florian von der Mühle
- 1970: Tödlicher Irrtum
- 1973: Apachen
- 1974: Johannes Kepler
- 1975: Till Eulenspiegel
- 1980: Archiv des Todes (TV-Serie)
- 1983: Spuk im Hochhaus (TV-Serie)
- 1983: Der Scout
- 1984: Front ohne Gnade (TV-Serie)
- 1985: Die Gänse von Bützow
- 1986: Startfieber
- 1986: Ernst Thälmann (TV-Film)
- 1988: Spuk von draußen (TV-Serie)
- 1988: Die Weihnachtsgans Auguste (Fernsehfilm)
- 1989: Polizeiruf 110: Mitternachtsfall (TV-Reihe)
- 1989: Polizeiruf 110: Unsichtbare Fährten
- 1989: Die gläserne Fackel (TV-Mehrteiler)